# 매호초등학교
매호초등학교는 대한민국 경상북도 상주시 사벌면 상풍로 983 (매호리)에 있었던 공립 초등학교이다. 1945년 개교 하였으며 54년 뒤인 1999년에 폐교했다.

## 연혁
- 1945년 4월 28일 사벌동부공립국민학교로 인가
- 1947년 4월 1일 퇴강분교장 설치
- 1973년 12월 1일 매호국민학교로 개칭
- 1999년 3월 1일 제49회 졸업(총 2,823명)
- 1996년 3월 1일 매호초등학교로 개칭
- 1999년 9월 1일 폐교